# Cheiloceps musca
Cheiloceps musca is een halfvleugelig insect uit de familie Issidae. De wetenschappelijke naam van deze soort werd voor het eerst geldig gepubliceerd in 1895 door Uhler.